# Битва при Янцуне
Битва при Янцуне — сражение 4 августа 1900 года во время восстания ихэтуаней в Китае. Расстреляв все боеприпасы, китайская артиллерия дала возможность деморализованным китайским войскам отступить к Пекину. Всё сражение, фактически, свелось к перестрелке через реку.

## Предыстория
В начале июня 1900 года началась осада Посольского квартала в Пекине ихэтуанями. Отряд под командованием вице-адмирала Сеймура попытался пробиться на помощь осаждённым, но был блокирован объединившейся с ихэтуанями армией Дун Фусяна, и ему пришлось пробиваться обратно. Подготовку к наступлению на Пекин оказалось возможным начать лишь после взятия Тяньцзиня 14 июля 1900 года, где после этого началась концентрация войск Альянса восьми держав.
После этого столица Китая начала готовиться к обороне. В начале июля была проведена чистка в рядах ихэтуаней, наиболее подготовленных бойцов предполагалось зачислить в армию Дун Фусяна, а остальных распустить. 14 июля правительство Цинской империи приняло «Устав ихэтуаней», предписав ополченцам действовать совместно с войсками и «доблестно уничтожать врага». 13 июля в Пекин прибыли войска из юго-восточного Китая во главе с Ли Бинхэном, в тот же день Юань Шикаю императорским приказом было предписано отправить все боеприпасы в столицу. 22 июля Ли Бинхэну было приказано выехать на фронт и совместно с Сун Цином организовать оборону.
Внутри Альянса восьми держав имелись серьёзные разногласия по вопросу общей стратегии действий: если Великобритания выступала за военное решение проблемы и штурм Пекина, то Россия предпочитала решать все вопросы путём переговоров с руководством Китая. После того, как к концу июля под Тяньцзинем сконцентрировался крупный международный контингент войск, русское командование не посчитало возможным саботировать захват Пекина, и приняло самое активное участие в подготовке экспедиции. 27 июля руководство наступлением на Пекин было возложено на германского фельдмаршала Вальдерзее, но в Чжили об этом узнали уже после захвата Пекина, сам Вальдерзее прибыл в Дагу только 12 сентября. Фактически походом на Пекин руководил русский генерал-лейтенант Линевич, который был наиболее авторитетным военачальником из числа находившихся в районе боевых действий.
Наступление союзных войск на Пекин началось 2 августа 1900 года. 3 августа международный контингент взял Бэйцан, и на следующий день двинулся дальше, к находящемуся в 20-30 км от него Янцуню, где находился железнодорожный мост через Хайхэ.

## Подход войск к месту сражения
Американский (не участвовавший в Бэйцанском сражении) и английский отряды отправились в погоню за китайской армией ещё вечером 3 августа. Основные силы международного контингента переночевали у Бэйцана, и в 4 часа утра двинулись дальше. Впереди союзного отряда шли русские, за ними — французы (действовавшие сообща с русскими), затем главные силы английских войск, английская артиллерия, японские войска, обозы.
Русские казаки, а также полковник Модль с двумя стрелковыми ротами, отделились от русского отряда ещё 3 августа, заняли большой железнодорожный мост через Хайхэ перед Янцунем, и, засев в камыше и гаоляне на берегу реки, около 9 утра стали обстреливать окраины Янцуня. Вслед за русскими на ту же позицию позже пришло две роты индийских сипаев. Не предполагая, что русские уже могли забраться так далеко вперёд, английские артиллеристы приняли русских стрелков и индийских сипаев за китайцев, и начали обстреливать их шрапнелью. Аналогичным образом французы приняли за китайцев американский отряд и начали обстреливать его. В свою очередь американцы, увидев китайцев, бежавших в город в синих куртках, приняли их за французов, и не стали обстреливать. Лишь к 11 утра союзные силы смогли разобраться кто есть кто и разместиться в боевом порядке.

## Расстановка сил
Русские войска разместились на левом фланге союзного расположения, в углу, образованном полотном железной дороги и рекой Хайхэ. Далее, вдоль насыпи железной дороги, залегли сипаи. Ещё дальше вправо разместилась англо-индийская полевая артиллерия, на крайнем правом фланге — полевая артиллерия американцев. Впереди союзников засели застрельщики русского 2-го полка.
Китайские войска были размещены в деревнях, разбросанных вокруг Янцуня. Китайская артиллерия была расставлена по всей равнине по обоим берегам Хайхэ, и упорным огнём прикрывала поспешное отступление. Китайские войска были в смятении: одни части ещё рыли траншеи, другие бежали по временному мосту через Хайхэ и далее по направлению к Пекину.

## Бой
Генерал Линевич, видя, что китайцы засели в деревнях на противоположном берегу реки и беспрерывно обстреливают всю насыпь железной дороги, приказал встать на позицию у моста 2-й Восточно-Сибирской батарее и обстрелять китайцев. Артиллеристы выполнили приказ, однако китайцы продолжали отвечать. Так как русские стрелки были далеко позади артиллерии, и ещё не успели подойти к насыпи дороги, то генерал Линевич обратился к англичанам с просьбой поддержать русскую артиллерию огнём сипаев, однако англичане ответили, что сипаи не могут стрелять, так как они были по ошибке обстреляны собственной артиллерией и потеряли многих ранеными. Тогда Линевич был вынужден приказать обстрелять китайцев своему конвою. В результате 20 казаков вели огонь по китайцам на глазах у 300—400 ничего не делающих сипаев.
К 2 часам дня китайцы прекратили огонь. Русская и французская артиллерия быстро двинулись вперёд для преследования бегущих китайских войск. В тыл китайцам было выпущено несколько снарядов, а деревни, по которым они могли следовать, осыпаны шрапнелью. За артиллерией двинулись русские и французские войска. К 3 часам Янцунь был взят.

## Итоги
Русские войска потеряли 3 убитыми и 18 ранеными, американцы — 21 убитым и 54 тяжело ранеными, англичане — 7 убитыми и 39 ранеными.